# Вильгельм де Талу
Вильге́льм де Талу (фр. Guillaume de Talou; ум. после 1053 года) — внебрачный сын герцога Нормандского Ричарда II, граф д’Арк (1037—1053).

## Биография
Внебрачный сын герцога Нормандского Ричарда II от связи с Поппой из Энвермеу. Он был единородным братом герцогов Нормандии Ричарда III и Роберта I, родным братом Можера Руанского.
В 1035 году после смерти своего брата Роберта, умершего в Никее, во время паломничества в Иерусалим, отказался признавать наследником своего племянника Вильгельма. Вильгельм был незаконнорожденным сыном герцога Роберта от Герлевы и его право наследования было весьма спорным. В 1037 году скончался опекун малолетнего герцога Роберт Датчанин, носивший титулы архиепископа Руана и графа Эврё. После его смерти ситуация в Нормандии дестабилизировалась и представители Нормандской династии стали бороться за укрепление своих позиций. 
Приблизительно в 1037 или 1038 году Вильгельм де Талу получил титул граф д’Арка, а его брат Можер был назначен архиепископом Руана. В 1049 году во время осады войсками Вильгельма Бастарда замка Домфрон Вильгельм де Талу покинул войско герцога, нарушив клятву вассальной верности. Стремление графа Вильгельма было добиться независимости в своих владениях. Герцог Вильгельм начал войну против своего дяди, в которой он одержал победу. 
Осенью 1053 года подкрепление, возглавляемое графом Понтье Ангерраном II, было разбито, а сам он был убит. Поражение союзников деморализовало защитников Арка, который уже был осаждён. В конце 1053 года гарнизон замка сдался на условиях сохранения жизни. Мятежный граф был помилован своим племянником и уехал в Булонь ко двору Евстахия II. Дальнейшая его жизнь и дата его смерти неизвестны.